# Роберт Баллард
Роберт Дуейн Баллард (англ. Robert Duane Ballard; нар. 30 червня 1942, Вічита, США) — колишній командир управління ВМС США і професор океанології при університеті Род-Айленда. Відомий своїми знахідками в галузі підводної археології. Прославився після виявлення в 1985 році уламків лайнера «Титанік», німецького лінкора «Бісмарк» в 1989 році і авіаносця «USS Yorktown (CV-5)» в 1998 році. У 2002 він виявив останки моторного катера «PT-109» що належав Джону Ф. Кеннеді.
Освіту здобував в Університеті Південної Каліфорнії, Гавайському університеті в Маноа, Каліфорнійському університеті в Санта-Барбарі.
У 1965—1995 рр. — служив в армії США, у Військово-морських силах США. Дослужився до звання капітана 2-го рангу.

## Нагороди
- У 1988 р. — почесний доктор Батського університету[en] (м. Бат)[1];
- у 1990 р. — премія Вільяма Проктера за наукові досягнення, Американська академія досягнень[en];
- у 1994 р. — Міжнародна нагорода Кілбі[en][2];
- у 1995 р. — медаль Клубу дослідників[en];
- у 1996 р. — медаль Хаббарда;
- у 2001 р. — нагорода Ліндберга;
- у 2002 р. — медаль Керда Національного морського музею;
- у 2003 р. — Національна гуманітарна медаль США[en], Національний гуманітарний фонд;
- у 2011 р. — медаль Невади[en];
- у 2014 р. — запис у членство Американської академії мистецтв і наук.